# 시모쇼촌
시모쇼촌(일본어: 下荘村)은 일본 오사카부 히네군·센난군에 설치되었던 촌이다. 현재의 한난시 서부에 해당한다.